# Марков, Владимир Васильевич
Владимир Васильевич Марков (11 июля 1947 года, Павловский Посад, Московская область) — советский, российский учёный в области механики и прикладной математики. Лауреат Государственной премии Российской Федерации в области науки и техники (2002).

## Биография
Родился в семье советского военнослужащего, участника Великой Отечественной войны, Героя Советского Союза лётчика-истребителя В. В. Маркова. В 1956 году с родителями переехал в Москву. Среднюю школу окончил с серебряной медалью. От отца приобрёл интерес к авиации.
В 1965 году поступил на механико-математический факультет МГУ имени М. В. Ломоносова, который окончил в 1970 году, однокурсницей была И. Г. Горячева. Дипломную работу выполнил под руководством В. А. Левина.
С 1970 года учился в аспирантуре МИАН им. В. А. Стеклова, с 1973 года — младший научный сотрудник МИАН. Кандидат физ.-мат. наук (1974), научный руководитель Л. И. Седов.
Д-р физ.-мат. наук (1989). Вед. научный сотрудник Математического института им. В. А. Стеклова РАН (отдел механики). Сотрудничает также в Институте механики МГУ, Институте автоматизации проектирования РАН.

## Научная деятельность
Область научных интересов: газодинамические течения с экзотермическими процессами, с учётом переноса излучения, движения твёрдых и жидких частиц; распространение неодномерных и нестационарных фронтов детонации, инициирование и угасание детонации.
Численное моделирование движений сплошных сред с учётом протекающих химических реакций, переноса излучения, движения твердых и жидких частиц в нестационарных газовых течениях, распространения неодномерных и нестационарных фронтов детонации, инициирования и угасания детонации.

## Награды
- Лауреат Государственной премии Российской Федерации за цикл работ «Инициирование и распространение волн детонации в открытом пространстве» (2002, с В. А. Левиным, Г. Г. Чёрным, А. А. Борисовым, С. М. Когарко, А. А. Васильевым, В. П. Коробейниковым (посмертно), В. В. Митрофановым (посмертно))[5]